# Kaarlo Heiskanen
Kaarlo Aleksanteri Heiskanen, född 28 oktober 1894 i Jorois, död 6 november 1962 i Tavastehus, var en finländsk infanterigeneral. 
Heiskanen var med jägarrörelsen 1915, deltog i finska inbördeskriget 1918, som Vörå militärskolans ledare. Han förde under vinterkriget ett regemente, och var under fortsättningskriget kommendör för 11. divisionen. Efter kriget var han kommandochef, 2. divisionens kommendör, samt försvarsmaktens kommendör 1953–1959.